# Йорданов (град)
Йорда̀нов или Йорданув (на полски: Jordanów) е град в Южна Полша, Малополско войводство, Сухски окръг. Административен център е селската Йордановска община, без да е част от нея. Самият град е обособен в самостоятелна градска община с площ 21,03 км2.

## Население
Според данни от полската Централна статистическа служба, към 1 януари 2014 г. населението на града възлиза на 5 274 души. Гъстотата е 251 души/км2.